# Premier atome frappé
Le premier atome frappé (PAF, en anglais PKA, primary knock-on atom) est un atome déplacé de son site dans un réseau cristallin par irradiation ; c'est, par définition, le premier atome qu'une particule incidente rencontre dans une cible. Après avoir été déplacé de son site initial, le PKA peut induire le déplacement d’autres atomes du réseau s'il possède une énergie suffisante, sinon il s’immobilise dans un site interstitiel.
La plupart des atomes déplacés lors d'une irradiation par des électrons ou certains autres rayonnements sont des PKA, car ils sont généralement inférieurs à l' énergie seuil de déplacement et n'ont pas l'énergie suffisante pour déplacer plus d'atomes. Dans d'autres cas, comme lors d'irradiation par des neutrons rapides, la plupart des déplacements résultent de la collision de PKA à haute énergie avec d'autres atomes, jusqu'à ce qu'il atteignent leur position de repos.

## Modèles de collision
Les atomes ne se déplacent que si, lors du bombardement, l’énergie qu’ils reçoivent dépasse un seuil d’énergie Ed . De même, si un atome en mouvement a une énergie dépassant 2 Ed lorsqu'il percute un atome stationnaire, les deux atomes auront une énergie supérieure à Ed après la collision. Ainsi, seuls les PKA ayant une énergie supérieure à 2 E d peuvent continuer à déplacer plus d'atomes et à augmenter le nombre total d'atomes déplacés .
Souvent, la majorité des atomes déplacés quittent leurs sites avec des énergies ne dépassant pas deux ou trois Ed. Un tel atome percutera un autre atome après avoir parcouru à peu près une distance interatomique moyenne, et perdra en moyenne la moitié de son énergie. En supposant qu’un atome qui a ralenti jusqu’à une énergie cinétique de 1 eV se retrouve piégé dans un site interstitiel, les atomes déplacés s’arrêteront à quelques distances interatomiques de leur position originelle, laissée vacante.
En fonction de l'énergie du PKA, différents défauts cristallins sont créés. Dans le cas d'un bombardement d'électrons ou de rayons gamma, le PKA ne dispose généralement pas d'une énergie suffisante pour déplacer d'autres atomes. Les dommages consistent alors en une distribution aléatoire de défauts de Frenkel, généralement avec quatre ou cinq distances interatomiques entre l'atome interstitiel et la lacune. Les PKA recevant des électrons incidents une énergie supérieure à Ed peuvent déplacer plusieurs atomes, et certains des défauts de Frenkel deviennent alors des groupes d'atomes interstitiels (avec leur lacune correspondante), éloignés les uns des autres de quelques distances interatomiques. Dans le cas d'un bombardement par des atomes ou des ions rapides, des groupes de lacunes et d'atomes interstitiels largement séparés le long de la trajectoire de l'atome ou de l'ion sont produits. Plus l'atome ralentit, plus la section efficace pour produire des PKA augmente, ce qui entraîne la concentration de défauts à l'extrémité de la trajectoire .

## Modèles de défauts
Un pic thermique est une région dans laquelle une particule en mouvement chauffe la matière autour de sa trajectoire pendant des durées de l'ordre de 10-12 s. Sur sa trajectoire, un PKA peut produire des effets similaires au chauffage et la trempe rapide d’un métal, générant des défauts de Frenkel. Un pic thermique ne dure pas assez longtemps pour permettre le recuit de ces défauts,.
Un modèle différent appelé pic de déplacement a été proposé pour le bombardement d'éléments lourds par des neutrons rapides. Avec les PKA de haute énergie, la région touchée est chauffée à des températures supérieures au point de fusion du matériau et, plutôt que prendre en compte les collisions individuelles, on peut considérer que le volume affecté dans son ensemble «fond» pendant une courte période. Les termes «fondu» et «liquide» sont utilisés de manière imprécises car il n'est pas clair si le matériau soumis à des températures et pressions aussi élevées est un liquide ou un gaz dense. Lors de la fusion, les anciens atomes interstitiels et les lacunes deviennent des «fluctuations de densité», le réseau environnant n'existant plus dans un liquide. Dans le cas d'un pic thermique, la température n'est pas suffisamment élevée pour maintenir l'état liquide suffisamment longtemps pour que les fluctuations de densité se relâchent et que se produisent des échanges interatomiques. Un effet de relaxation rapide entraine des paires lacune - atome interstitiel qui persistent pendant la fusion et la resolidification. Vers la fin du trajet d'un PKA en revanche, la perte d'énergie est suffisamment élevée pour chauffer le matériau bien au-dessus de son point de fusion. Pendant que le matériau fond, les fluctuations de densité permettent la relaxation des contraintes locales, créant un mouvement aléatoire d'atomes, et produisant des échanges d'atomes. Cela libère l'énergie qui était stockée dans ces contraintes, élève encore plus la température et maintient l'état liquide brièvement après la disparition des fluctuations de densité. Pendant ce temps, les mouvements turbulents continuent, de sorte que lors de la resolidification, la plupart des atomes occuperont de nouveaux sites cristallins. De telles régions sont appelées pics de déplacement qui, contrairement aux pics thermiques, ne conservent pas les défauts de Frenkel,.
D'après ces théories, il devrait donc y avoir deux régions différentes, chacune conservant des types de défaut différents, le long du trajet d'un PKA. Un pic thermique devrait se produire au début de la trajectoire, cette région à haute énergie conservant les paires lacune - atome interstitiel. Il devrait y avoir un pic de déplacement à l'extrémité de la trajectoire, région de faible énergie dans laquelle les atomes ont été déplacés vers de nouveaux sites, mais sans paire lacune - atome interstitiel.

## Défauts en cascade
La structure des défauts en cascade dépendant fortement de l'énergie du PKA, son spectre en énergie doit être utilisé comme base d'évaluation des modifications microstructurelles. Dans une feuille d'or mince, à un dose de bombardement faible, les interactions en cascades sont insignifiantes; à la fois des amas de lacunes visibles ainsi que des régions riches en lacunes mais invisibles sont formés par les séries de collision en cascade. On a constaté que l’interaction en cascades à des doses plus élevées produisait de nouveaux amas près de ceux existants, convertissant les régions riches en lacunes invisibles en amas de lacunes visibles. Ces processus dépendent de l'énergie des PKA et, à partir de trois spectres de PKA obtenus à partir de neutrons de fission, d'ions de 21 MeV et de neutrons de fusion, l'énergie minimale du PKA pour produire de nouveaux amas visibles a été estimée à 165 keV.

## Voir également
- Défaut de vacance
- Défaut interstitiel